# Año de los cuatro emperadores

El Imperio romano en el año 69. Tras la muerte del emperador Nerón, los generales más influyentes del Imperio fueron luchando sucesivamente por ocupar el poder vacante

El conocido como año de los cuatro emperadores (en latín: Annus quattuor imperatorum) fue un año concreto en la historia del Imperio romano, el año 69 d. C., en el que llegaron a gobernar cuatro emperadores distintos en rápida sucesión: Galba, Otón, Vitelio y Vespasiano.
Tras el suicidio forzado de Nerón el 9 de junio del año 68, hubo una guerra civil, la primera en Roma desde la muerte de Marco Antonio en el 31 a. C., que duró poco más de un año. El año 69 fue conocido como el «año de los cuatro emperadores», ya que durante aquellos agitados meses Roma vio vestir la púrpura a cuatro hombres distintos. Entre junio del año 68 y diciembre del año 69, Roma fue testigo del nombramiento y caída de Galba, Otón y Vitelio hasta la definitiva ascensión al poder de Vespasiano, quien logró estabilizar el Imperio e instalar una nueva línea hereditaria, la dinastía Flavia. La anarquía política y militar creada por esta guerra civil tuvo serias repercusiones, originando, entre otros problemas, la sublevación de Batavia.

## Sucesión

### De Nerón a Galba

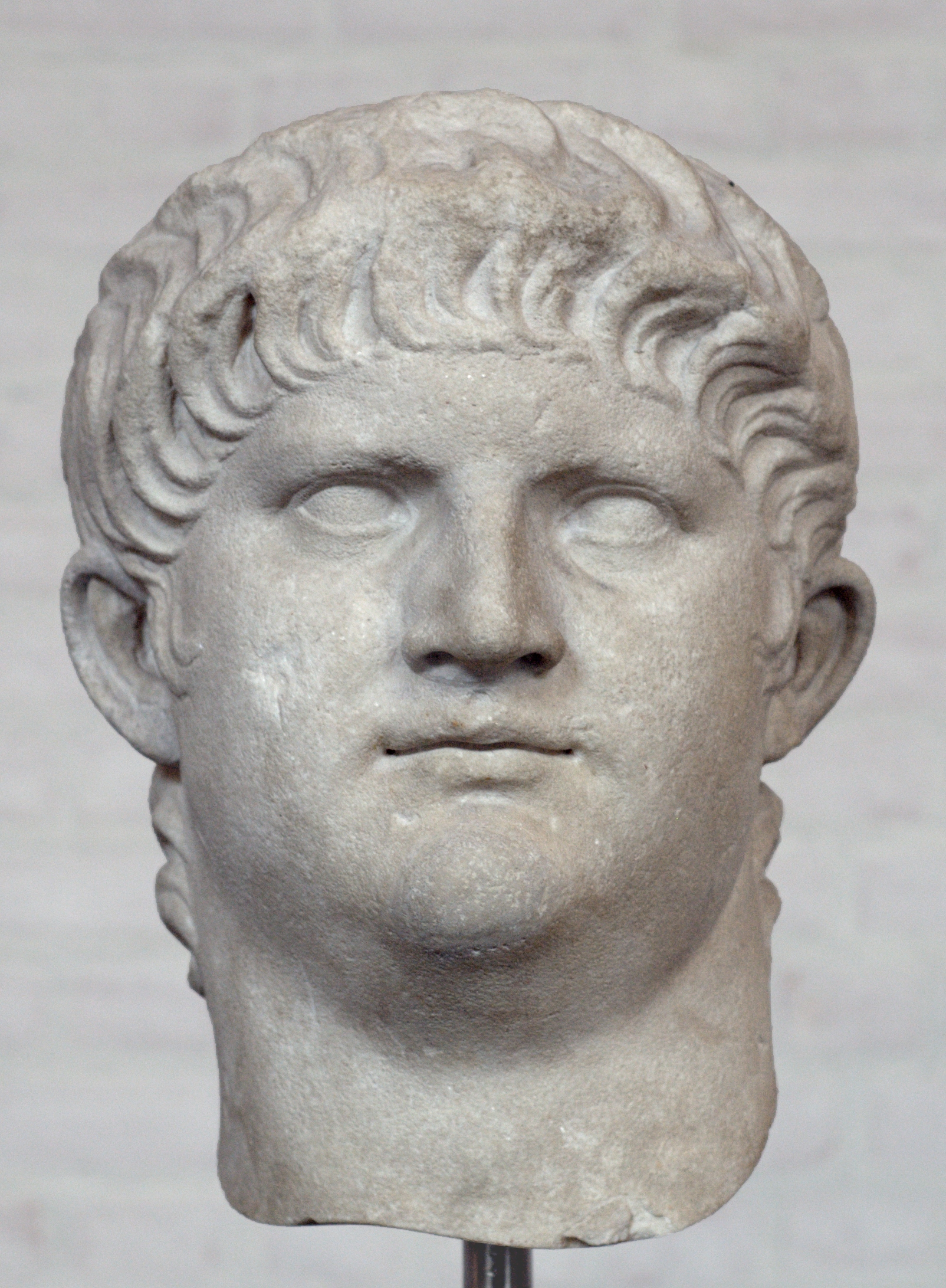
Nerón.

Los últimos años del reinado de Nerón se caracterizaron por un clima de miedo y terror. La ciudad y el Senado romano sufrieron la paranoia del emperador. En abril del año 68, el senador Cayo Julio Vindex, gobernador de la Gallia Lugdunensis y príncipe aquitano romanizado, decidió rebelarse con el propósito de sustituir a Nerón por Servio Sulpicio Galba, gobernador de Hispania Tarraconensis. Galba aceptó la osada propuesta e inmediatamente marchó sobre Roma.
La rebelión en Galia fue un desastre. Las legiones estacionadas en las fronteras germanas marcharon al encuentro de Vindex tratándolo como a un traidor. Comandado por Lucio Verginio Rufo, el ejército del Rin derrotó y mató a Vindex en combate con la esperanza de recibir una grata recompensa del emperador. A pesar de todo en junio de ese mismo año, el Senado tomó la iniciativa para librarse de Nerón, declarándolo persona non grata. Galba fue reconocido como emperador y recibido en Roma al mando de sus legiones. Nerón se vio obligado a suicidarse.
Legiones de Galba: VI Victrix, I Macriana liberatrix, I Adiutrix, III Augusta y VII Gemina.

### De Galba a Otón

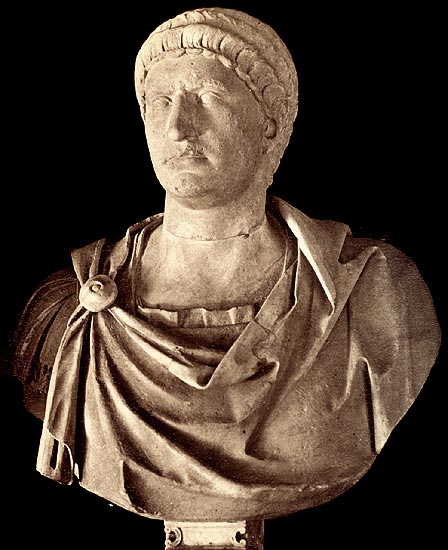
Otón.

El curso de los acontecimientos no solo no dio a las legiones germanas la recompensa que esperaban a su lealtad sino que además recibieron acusaciones de haber obstruido el camino de Galba al trono. Su comandante, Rufo, fue inmediatamente reemplazado por el nuevo emperador. Aulo Vitelio fue designado como gobernador de la provincia de Germania Inferior. La pérdida de confianza en la lealtad germana llevó a despachar al cuerpo de guardia imperial de bátavos. Mientras en el resto del Imperio se celebraba la muerte de Nerón, para la rebelión del Rin fue una pérdida.
La popularidad de Galba no duró mucho. En su camino hacia Roma destruyó o hizo pagar enormes sanciones a ciudades que no aceptaron su autoridad de inmediato. En Roma, Galba canceló todas las reformas de Nerón, incluyendo algunas medidas que habían beneficiado a personas importantes. Al igual que su predecesor, Galba padeció un irracional miedo a las conspiraciones y mandó ejecutar a muchos senadores y équites, sin pruebas. El descontento en el ejército se mantenía. Después de su salvadora llegada a Roma, Galba rechazó pagar los estipendios que prometió a los soldados que le apoyaron. Es más, con el estallido de la guerra civil el 1 de junio de 69 d. C. las legiones de Germania Inferior se negaron a jurar lealtad y obediencia al nuevo emperador. Al día siguiente, las legiones aclamaban a Vitelio, su gobernador, como emperador.
Al conocer la pérdida del control de las legiones del Rin, Galba se aterrorizó. Adoptó a un joven senador, Lucio Calpurnio Pisón Frugi Liciniano, como su sucesor. Al hacer esto ofendió a mucha gente, sobre todo a Marco Salvio Otón, un personaje influyente y ambicioso que deseaba los honores para sí mismo. Otón sobornó a la Guardia Pretoriana que además estaba descontenta con el emperador. Cuando Galba tuvo noticias del golpe de Estado en ciernes marchó por las calles en un intento de normalizar la situación tratando de que la gente se pusiera de su lado, pero nadie lo hizo. Finalmente fue asesinado por la guardia pretoriana en el Foro Romano.
Legiones de Otón: XIII Gemina y I Adiutrix

### De Otón a Vitelio

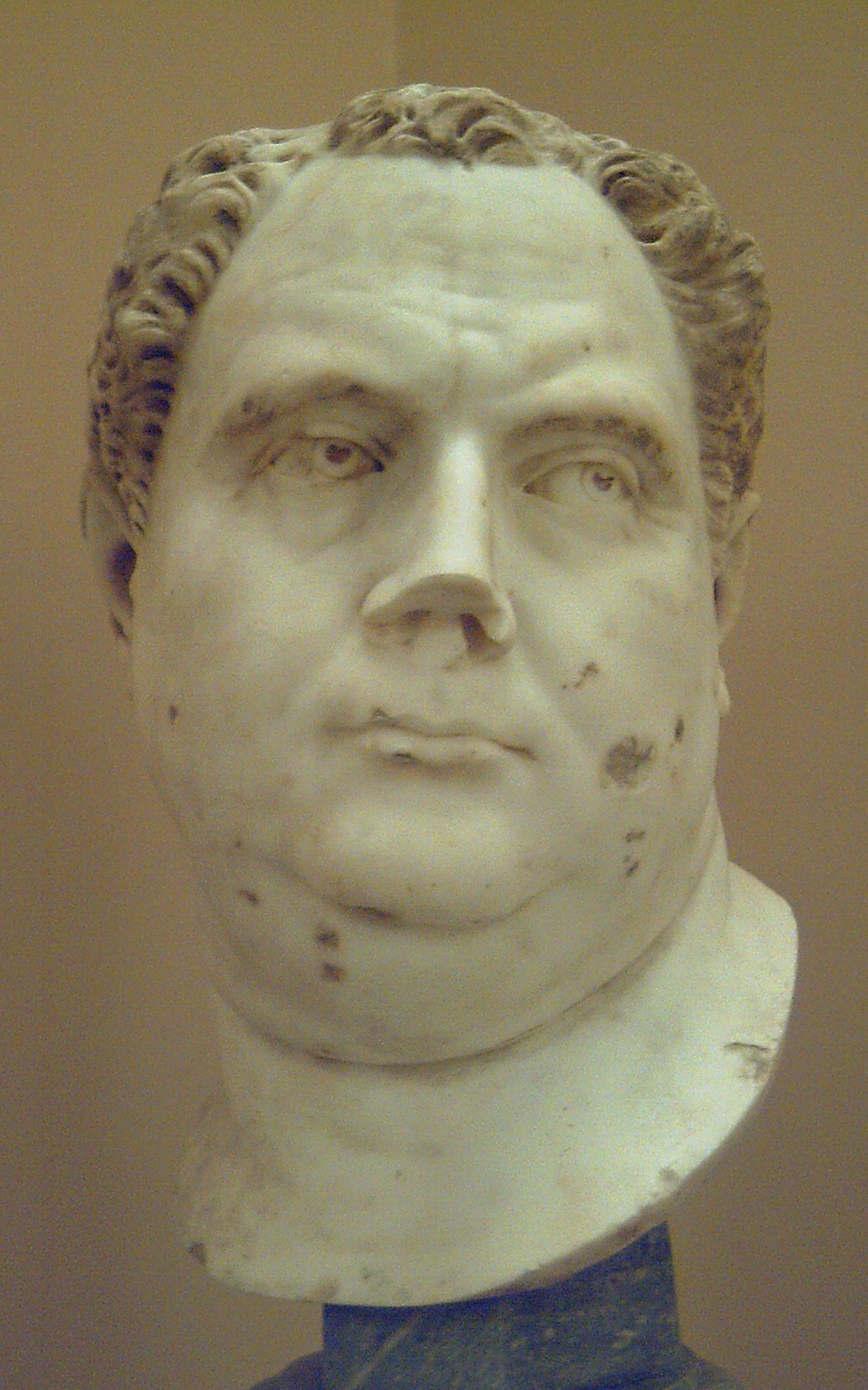
Vitelio.

Otón fue reconocido como emperador por el Senado el mismo día. El nuevo emperador fue recibido con alivio. A pesar de su ambición y codicia, a Otón no se le conocía que fuera tiránico ni cruel, por lo que se esperaba que fuese un emperador justo. Pero estaba el problema de Vitelio, quien llevaba días marchando sobre Italia desde Germania.
Vitelio poseía el mando de las legiones de élite del imperio, compuestas por veteranos de las guerras germánicas, como la I Germanica y la XXI Rapax. Estos eran sus mejores argumentos para conseguir el poder. Otón no tenía intenciones de iniciar otra guerra civil y envió mensajeros para proponer una paz e invitar a Vitelio a ser su hijo adoptivo. Sin embargo, era ya demasiado tarde, y el ejército de Vitelio golpeó Italia con una serie de victorias menores. Otón fue finalmente derrotado en la primera batalla de Bedriacum. En vez de huir e intentar un contraataque, Otón decidió poner fin a la anarquía suicidándose. Había sido emperador durante poco más de tres meses.
Legiones de Vitelio: I Germanica, V Alaude, I Italica, XV Primigenia, I Macriana liberatrix, III Augusta, y XXI Rapax
Legiones de Otón: I Adiutrix

### De Vitelio a Vespasiano
Tras la noticia del suicidio de Otón, Vitelio fue reconocido como emperador por el Senado. Con la aceptación garantizada, Vitelio salió de Roma. A pesar de todo el comienzo de su imperio no fue favorable. La ciudad acogió con inquietud el acceso al cargo como Pontifex Maximus de Vitelio en la misma fecha del aniversario de la batalla de Alia de 394 a. C., un día de malos auspicios para la supersticiosa sociedad romana.

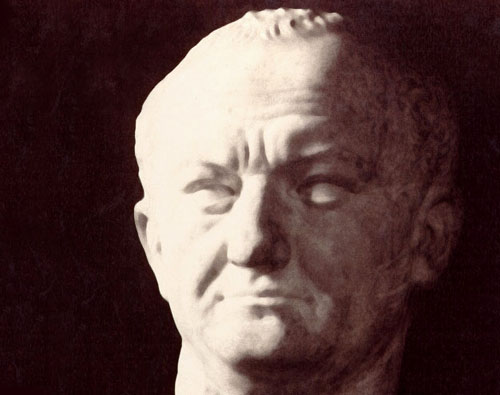
Vespasiano.

Los acontecimientos que seguirían demostrarían la certeza de tales temores. Con el trono fuertemente asegurado, Vitelio inició una serie de fiestas, banquetes, de los que Suetonio cita tres en un mismo día: mañana, mediodía y noche, y desfiles que llevaron a la tesorería imperial a la bancarrota. Pronto se acumularon las deudas y los prestamistas empezaron a solicitar los pagos. Vitelio mostró su naturaleza violenta al reprimir con crueldad el atrevimiento de los demandantes mediante torturas y ejecuciones. Con las finanzas imperiales en un estado pésimo, Vitelio hizo asesinar a todos los ciudadanos que se llamasen como él o su heredero. Se desató entonces una persecución de cualquier posible rival invitándoles a palacio con promesas de poder para después asesinarles.
Mientras tanto, las legiones estacionadas en las provincias de Oriente Próximo, Judea y Siria, aclamaron a Vespasiano como emperador. Vespasiano había sido un comandante excepcional en Judea bajo el mandato de Nerón en el año 67 cuando asumió la tarea de sofocar la rebelión judía. Se ganó el apoyo del gobernador de Siria, Cayo Licinio Muciano. Las experimentadas legiones que habían combatido duro en Judea marcharon sobre Roma al mando de Muciano. 
Vespasiano viajó a Alejandría, donde fue aclamado como Emperador el 1 de julio obteniendo el control de los vitales suministros de grano de Egipto. Tito, el hijo de Vespasiano, permaneció en Judea para acabar con la rebelión judía. Antes de que las legiones orientales pudieran alcanzar Roma, las legiones danubianas de las provincias de Recia y Mesia aclamaron a Vespasiano como emperador en agosto y encabezaron la invasión de Italia al mando de Marco Antonio Primo. En octubre las fuerzas de Primo obtuvieron una aplastante victoria sobre el ejército de Vitelio en la segunda batalla de Bedriacum.
Rodeado de enemigos, Vitelio hizo un último intento de ganarse el apoyo de la ciudad, sobornó y prometió poder a quien hizo falta. Mientras, los ejércitos del Danubio estaban cada vez más cerca. Ante la inminente amenaza, Vitelio trató de ganar tiempo y envió a unos emisarios acompañados por vírgenes vestales para negociar una tregua e iniciar conversaciones de paz. Al día siguiente, los mensajeros volvieron con la noticia de que el enemigo estaba a las puertas de la ciudad. Vitelio se dispuso entonces a esconderse y huir, pero antes decidió hacer una última visita a palacio. Allí fue asesinado por uno de los hombres de Vespasiano.
El Senado acogió al día siguiente a Vespasiano como emperador, lo que ocurrió el 21 de diciembre de 69, el mismo año que había empezado con Galba en el trono, y que concluía con el ascenso al poder de la nueva dinastía Flavia.
Legiones de Vitelio: XV Primigenia
Legiones de Vespasiano: III Augusta, I Macriana liberatrix

## Cronología
- 1 de enero: Las legiones IV y XXII en Mogontiacum se niegan a jurar lealtad a Galba e inician un motín.[1]
- 2 de enero: Vitelio es proclamado emperador por el ejército en Germania.[1][2]
- 3 de enero: Las siete legiones del Rin proclaman emperador Vitelio.[1][3]
- 10 de enero: Galba elige a Lucio Calpurnio Pisón Frugi Liciniano como su sucesor en un discurso a los pretorianos.[4]
- 15 de enero: Los pretorianos declaran a Otón como Imperator; Galba es asesinado en el Foro romano.[4][3]
- 28 de febrero: El Senado reconoce a Otón.[5]
- 24 de marzo: Otón zarpa de Ostia para enfrentar a Vitelio.[6]
- 14-15 de abril: Primera batalla de Bedriacum.[3][7]
- 16 de abril: Otón se suicida en Brescello.[7]
- 30 de abril: El Senado reconoce a Vitelio.[8]
- 1 de julio: Tiberio Julio Alejandro, prefecto de Egipto, jura lealtad a Vespasiano.[9][2]
- 3 de julio: Vespasiano es proclamado Imperator en Judea.[10]
- 24-25 de octubre: Segunda batalla de Bedriacum.[3]
- 28 de octubre: Cremona es destruida.[3]
- 18 de diciembre: Rendición de las tropas de Vitelio.[3]
- 19 de diciembre: Muerte de Tito Flavio Sabino, hermano de Vespasiano, durante el sitio de Roma.[11][3]
- 20 de diciembre: Vitelio es capturado y asesinado en su palacio por los hombres de Vespasiano.[2][11][12]
- 21 de diciembre: El Senado declara a Vespasiano como único emperador.[12]
- 22 de diciembre: El Senado acepta la Lex de Imperio Vespasiani.[2]